# Roastbeef
Roastbeef (fra engelsk: roast beef, "stegt oksekød") er oksesteg af inderlår, klump, tyksteg  eller lårtunge som oftest stegt således, at stegen er rød i midten. For at få den perfekte røde centrumfarve skal kernetemperaturen være 58 °C. Dansk udskæring af roastbeef er oftest fra inderlår, klump eller lårtunge.
Roastbeef kan spises varm eller kold. Som varm ret spises roastbeef i Danmark som oksesteg med kartofler, sovs (gerne bearnaisesauce) og garniture, eksempelvis ærter eller bønner. Som kold ret spises roastbeef i Danmark i tynde skiver på smørrebrød. Som pålæg spises roastbeef oftest med remoulade og ristede løg eller med peberrod.
- Wikimedia Commons har flere filer relateret til Roastbeef

| Mad og drikke | Spire Denne artikel om mad og drikke er en spire som bør udbygges. Du er velkommen til at hjælpe Wikipedia ved at udvide den. |